# Liste der denkmalgeschützten Objekte in Modra
Die Liste der denkmalgeschützten Objekte in Modra enthält die 98 nach slowakischen Denkmalschutzvorschriften geschützten Objekte in der Gemeinde Modra im Okres Pezinok.

## Denkmäler
| Foto |                 | Denkmal / č. ÚZPF                                  | Standort / Konskr. Nr.                                            | Offizielle Beschreibung                               | Beschreibung                                              | Metadaten                                                                  |
| ---- | --------------- | -------------------------------------------------- | ----------------------------------------------------------------- | ----------------------------------------------------- | --------------------------------------------------------- | -------------------------------------------------------------------------- |
| ja   | Datei hochladen | Grab mit Grabdenkmal(sk) ObjektID: 107-472/1       | (Cintorín) Standort KG: Modra Konskr.Nr.:                         | Ľudovít Štúr; 1815-1856                               | von Ľudovít Štúr                                          | č. NKP: 107-472/1 Stand des NKP: 2012-02-08 Name: HROB S NÁHROBNÍKOM       |
| ja   | Datei hochladen | Grab(sk) ObjektID: 107-477/0                       | (Cintorín) Standort KG: Modra Konskr.Nr.:                         | Stúr Karol; 1811-1851,ucitel,knaz                     | des Karol Stúr, Lehrer, Priester                          | č. NKP: 107-477/0 Stand des NKP: 2012-02-08 Name: HROB                     |
|      | Datei hochladen | Denkmal(sk) ObjektID: 107-473/0                    | (chotárna cast Snaudy) KG: Modra Konskr.Nr.: 0                    | Stúr Ludovít; 1815-1856                               | für Ľudovít Štúr                                          | č. NKP: 107-473/0 Stand des NKP: 2012-02-08 Name: POMNÍK                   |
|      | Datei hochladen | Gedenkstätte(sk) ObjektID: 107-474/0               | (Holombecká dolina) KG: Modra Konskr.Nr.:                         | Stúr Ludovít; Stúrova lavicka                         | Stúrbank                                                  | č. NKP: 107-474/0 Stand des NKP: 2012-02-08 Name: MIESTO PAMÄTNÉ           |
|      | Datei hochladen | Gedenktafel(sk) ObjektID: 107-482/0                | 0 (Harmónia-Na Polesí) KG: Modra Konskr.Nr.: 4                    | Filípek A. 1846-1927                                  | Alexander Filipek                                         | č. NKP: 107-482/0 Stand des NKP: 2012-02-08 Name: TABUĽA PAMÄTNÁ           |
| BW   | Datei hochladen | Grabmal(sk) ObjektID: 107-472/2                    | (Cintorín) Standort KG: Modra Konskr.Nr.:                         | Stúr Ludovít; Pôvodný náhrobník                       | für Ľudovít Štúr, Original-Grabstein                      | č. NKP: 107-472/2 Stand des NKP: 2012-02-08 Name: NÁHROBNÍK                |
| ja   | Datei hochladen | Kirche(sk) ObjektID: 107-490/1                     | 67 (cintorín) Standort KG: Modra Konskr.Nr.: 67                   | r.k.sv.Jána Krstitela;                                | römisch-katholische Kirche Johannes der Täufer            | č. NKP: 107-490/1 Stand des NKP: 2012-02-08 Name: KOSTOL                   |
| ja   | Datei hochladen | Glockenturm(sk) ObjektID: 107-490/2                | 67 (cintorín) Standort KG: Modra Konskr.Nr.: 67                   |                                                       |                                                           | č. NKP: 107-490/2 Stand des NKP: 2012-02-08 Name: ZVONICA                  |
| ja   | Datei hochladen | Umfassungsmauer(sk) ObjektID: 107-490/3            | 67 (cintorín) Standort KG: Modra Konskr.Nr.: 67                   |                                                       |                                                           | č. NKP: 107-490/3 Stand des NKP: 2012-02-08 Name: MÚR HRADBOVÝ             |
| BW   | Datei hochladen | Grab mit Grabdenkmal(sk) ObjektID: 107-490/4       | 67 (cintorín) Standort KG: Modra Konskr.Nr.: 67                   | kamen,zelezo; Choloniewsky Eduard                     | von Graf Eduard Choloniewsky                              | č. NKP: 107-490/4 Stand des NKP: 2012-02-08 Name: HROB S NÁHROBNÍKOM       |
|      | Datei hochladen | Gedenktafel(sk) ObjektID: 107-481/0                | 3040 (Harmónia-na horárni) KG: Modra Konskr.Nr.: 4037             | Ľudovít Štúr; prevod na Záhorie                       | für Ľudovít Štúr                                          | č. NKP: 107-481/0 Stand des NKP: 2012-02-08 Name: TABUĽA PAMÄTNÁ           |
| ja   | Datei hochladen | Umfassungsmauer(sk) ObjektID: 107-483/3            | (Okolo historic.jadra) KG: Modra Konskr.Nr.:                      | Mestské hradby                                        | Stadtmauer des historischen Stadtkerns                    | č. NKP: 107-483/3 Stand des NKP: 2012-02-08 Name: MÚR HRADBOVÝ             |
| ja   | Datei hochladen | Kirche(sk) ObjektID: 107-488/0                     | Dolná ul. 1, Standort KG: Modra Konskr.Nr.:                       | ev.a.v. Nemecký kostol                                | evangelische deutsche Kirche                              | č. NKP: 107-488/0 Stand des NKP: 2012-02-08 Name: KOSTOL                   |
| ja   | Datei hochladen | Kapelle(sk) ObjektID: 107-493/0                    | Dolná ul. 2, Standort KG: Modra Konskr.Nr.: 27                    | r.k.P.M.Sneznej;                                      | römisch-katholische Kapelle Jungfrau Maria (im Schnee)    | č. NKP: 107-493/0 Stand des NKP: 2012-02-08 Name: KAPLNKA                  |
| BW   | Datei hochladen | Gedenk-Pfarrhof(sk) ObjektID: 107-475/1            | Dolná ul. 3, Standort KG: Modra Konskr.Nr.: 159                   | Stúr Ludovít,Stúr Karol; pôsobisko Lud.a Karola Stúra | für Ľudovít Štúr, Karol Stúr                              | č. NKP: 107-475/1 Stand des NKP: 2012-02-08 Name: FARA PAMÄTNÁ             |
| ja   | Datei hochladen | Gedenktafel(sk) ObjektID: 107-475/2                | Dolná ul. 3 (Na budove fary) Standort KG: Modra Konskr.Nr.: 159   | Stúr Ludovít,Stúr Karol; pôsobenie Lud.a Karola Stúra | für Ľudovít Štúr, Karol Stúr                              | č. NKP: 107-475/2 Stand des NKP: 2012-02-08 Name: TABUĽA PAMÄTNÁ           |
| ja   | Datei hochladen | Bürgerhaus(sk) ObjektID: 107-10571/0               | Dolná ul. 4, KG: Modra Konskr.Nr.: 28                             | radový                                                | Reihenhaus                                                | č. NKP: 107-10571/0 Stand des NKP: 2012-02-08 Name: DOM MEŠTIANSKY         |
| ja   | Datei hochladen | Kirche(sk) ObjektID: 107-489/0                     | Dolná ul. 5, Standort KG: Modra Konskr.Nr.: 158                   | ev.a.v. Slovenský kostol                              | evangelische slowakische Kirche                           | č. NKP: 107-489/0 Stand des NKP: 2012-02-08 Name: KOSTOL                   |
| ja   | Datei hochladen | Gedebkgymnasium(sk) ObjektID: 107-10572/1          | Dolná ul. 24, Standort KG: Modra Konskr.Nr.: 34                   | ev.a.v. Bývalé ev.gymnázium                           | ehemaliges evangelisches Gymnasium                        | č. NKP: 107-10572/1 Stand des NKP: 2012-02-08 Name: GYMNÁZIUM PAMÄTNÉ      |
| ja   | Datei hochladen | Gedenktafel(sk) ObjektID: 107-10572/2              | Dolná ul. 24, Standort KG: Modra Konskr.Nr.: 34                   | gymnázium;                                            | am ehemaligen Gymnasium                                   | č. NKP: 107-10572/2 Stand des NKP: 2012-02-08 Name: TABUĽA PAMÄTNÁ I.      |
| ja   | Datei hochladen | Gedenktafel(sk) ObjektID: 107-10572/3              | Dolná ul. 24, Standort KG: Modra Konskr.Nr.: 34                   | rektori gymnázia; PT rektorov gymnázia                | für Rektoren des Gymnasiums                               | č. NKP: 107-10572/3 Stand des NKP: 2012-02-08 Name: TABUĽA PAMÄTNÁ II.     |
| ja   | Datei hochladen | Gedenktafel(sk) ObjektID: 107-10572/4              | Dolná ul. 24, Standort KG: Modra Konskr.Nr.: 34                   | Obradovic D. 1739-1811,osvietenec                     | für Dositej Obradović, Aufklärer                          | č. NKP: 107-10572/4 Stand des NKP: 2012-02-08 Name: TABUĽA PAMÄTNÁ III.    |
| BW   | Datei hochladen | Weinhauerhaus(sk) ObjektID: 107-10573/0            | Dolná ul. 28,30, Standort KG: Modra Konskr.Nr.: 36                | radový                                                | Reihenhaus                                                | č. NKP: 107-10573/0 Stand des NKP: 2012-02-08 Name: DOM VINOHRADNÍCKY      |
| ja   | Datei hochladen | Weinhauerhaus(sk) ObjektID: 107-10574/0            | Dolná ul. 48,50, Standort KG: Modra Konskr.Nr.: 45                | nározný                                               | Eckhaus                                                   | č. NKP: 107-10574/0 Stand des NKP: 2012-02-08 Name: DOM VINOHRADNÍCKY      |
| ja   | Datei hochladen | Weinhauerhaus(sk) ObjektID: 107-10577/0            | Dolná ul. 66, Standort KG: Modra Konskr.Nr.: 51                   | radový                                                | Reihenhaus                                                | č. NKP: 107-10577/0 Stand des NKP: 2012-02-08 Name: DOM VINOHRADNÍCKY      |
| ja   | Datei hochladen | Weinhauerhaus(sk) ObjektID: 107-10578/0            | Dolná ul. 82, Standort KG: Modra Konskr.Nr.: 58                   | radový                                                | Reihenhaus                                                | č. NKP: 107-10578/0 Stand des NKP: 2012-02-08 Name: DOM VINOHRADNÍCKY      |
| BW   | Datei hochladen | Weinhauerhaus(sk) ObjektID: 107-10579/0            | Dolná ul. 84,86, Standort KG: Modra Konskr.Nr.: 59                | radový                                                | Reihenhaus                                                | č. NKP: 107-10579/0 Stand des NKP: 2012-02-08 Name: DOM VINOHRADNÍCKY      |
| ja   | Datei hochladen | Sockel(sk) ObjektID: 107-492/1                     | Dolná ul. (v parku pred cintorínom) KG: Modra Konskr.Nr.:         | trojdielny; trojdielny podstavec                      | dreiseitiges Fundament                                    | č. NKP: 107-492/1 Stand des NKP: 2012-02-08 Name: PODSTAVEC                |
| ja   | Datei hochladen | Kreuz mit Korpus(sk) ObjektID: 107-492/2           | Dolná ul. (v parku pred cintorínom) KG: Modra Konskr.Nr.:         | Ukrizovaný Kristus; socha Krista na krízi             | der Gekreuzigte                                           | č. NKP: 107-492/2 Stand des NKP: 2012-02-08 Name: KRÍŽ S KORPUSOM          |
| ja   | Datei hochladen | Statue(sk) ObjektID: 107-492/3                     | Dolná ul. (v parku pred cintorínom) KG: Modra Konskr.Nr.:         | Panna Mária; socha Panny Márie                        | Jungfrau Maria                                            | č. NKP: 107-492/3 Stand des NKP: 2012-02-08 Name: SOCHA I.                 |
| ja   | Datei hochladen | Statue(sk) ObjektID: 107-492/4                     | Dolná ul. (v parku pred cintorínom) KG: Modra Konskr.Nr.:         | sv.Ján Evanjelista; socha sv.Jána Evanjelistu         | St. Johannes der Evangelist                               | č. NKP: 107-492/4 Stand des NKP: 2012-02-08 Name: SOCHA II.                |
| ja   | Datei hochladen | Statue(sk) ObjektID: 107-492/5                     | Dolná ul. (v parku pred cintorínom) KG: Modra Konskr.Nr.:         | sv.Mária Magdaléna; socha Márie Magdalény             | St. Maria Magdalena                                       | č. NKP: 107-492/5 Stand des NKP: 2012-02-08 Name: SOCHA III.               |
| BW   | Datei hochladen | Weinhauerhaus(sk) ObjektID: 107-10575/0            | Dolná ul. 54-56, Standort KG: Modra Konskr.Nr.: 47                | radový                                                | Reihenhaus                                                | č. NKP: 107-10575/0 Stand des NKP: 2012-02-08 Name: DOM VINOHRADNÍCKY      |
| BW   | Datei hochladen | Weinhauerhaus(sk) ObjektID: 107-10580/0            | Dukelská ul. 2, Standort KG: Modra Konskr.Nr.: 997                | radový                                                | Reihenhaus                                                | č. NKP: 107-10580/0 Stand des NKP: 2012-02-08 Name: DOM VINOHRADNÍCKY      |
| ja   | Datei hochladen | Bürgerhaus(sk) ObjektID: 107-10581/0               | Dukelská ul. 4, Standort KG: Modra Konskr.Nr.: 996                | nározný                                               | Eckhaus                                                   | č. NKP: 107-10581/0 Stand des NKP: 2012-02-08 Name: DOM MEŠTIANSKY         |
| BW   | Datei hochladen | Weinhauerhaus(sk) ObjektID: 107-10582/0            | Dukelská ul. 8,10, Standort KG: Modra Konskr.Nr.: 964             | radový                                                | Reihenhaus                                                | č. NKP: 107-10582/0 Stand des NKP: 2012-02-08 Name: DOM VINOHRADNÍCKY      |
| BW   | Datei hochladen | Bürgerhaus(sk) ObjektID: 107-10583/0               | Dukelská ul. 11, Standort KG: Modra Konskr.Nr.: 363               | radový                                                | Reihenhaus                                                | č. NKP: 107-10583/0 Stand des NKP: 2012-02-08 Name: DOM MEŠTIANSKY         |
| BW   | Datei hochladen | Bürgerhaus(sk) ObjektID: 107-10584/0               | Dukelská ul. 17,19, Standort KG: Modra Konskr.Nr.: 365            | radový                                                | Reihenhaus                                                | č. NKP: 107-10584/0 Stand des NKP: 2012-02-08 Name: DOM MEŠTIANSKY         |
| BW   | Datei hochladen | Weinhauerhaus(sk) ObjektID: 107-10585/0            | Dukelská ul. 25,27, Standort KG: Modra Konskr.Nr.: 1363           | radový                                                | Reihenhaus                                                | č. NKP: 107-10585/0 Stand des NKP: 2012-02-08 Name: DOM VINOHRADNÍCKY      |
| BW   | Datei hochladen | Bürgerhaus(sk) ObjektID: 107-10586/0               | Dukelská ul. 31, Standort KG: Modra Konskr.Nr.: 1365              | nározný                                               | Eckhaus                                                   | č. NKP: 107-10586/0 Stand des NKP: 2012-02-08 Name: DOM MEŠTIANSKY         |
| BW   | Datei hochladen | Park(sk) ObjektID: 107-487/2                       | Horná ul. 0 (Pri kastieli) Standort KG: Modra Konskr.Nr.:         |                                                       |                                                           | č. NKP: 107-487/2 Stand des NKP: 2012-02-08 Name: PARK                     |
|      | Datei hochladen | Wassermühle(sk) ObjektID: 107-11019/0              | Horná ul. 4 (Na hornom predmestí) KG: Modra Konskr.Nr.:           |                                                       |                                                           | č. NKP: 107-11019/0 Stand des NKP: 2012-02-08 Name: MLYN VODNÝ             |
| ja   | Datei hochladen | Schloss(sk) ObjektID: 107-487/1                    | Horná ul. 20, Standort KG: Modra Konskr.Nr.: 216,215              |                                                       |                                                           | č. NKP: 107-487/1 Stand des NKP: 2012-02-08 Name: KAŠTIEĽ                  |
| BW   | Datei hochladen | Weinhauerhaus(sk) ObjektID: 107-10587/0            | Moyzesova ul. 2,4, Standort KG: Modra Konskr.Nr.:                 | nározný                                               | Eckhaus                                                   | č. NKP: 107-10587/0 Stand des NKP: 2012-02-08 Name: DOM VINOHRADNÍCKY      |
| BW   | Datei hochladen | Weinhauerhaus(sk) ObjektID: 107-11020/0            | Moyzesova ul. 36, Standort KG: Modra Konskr.Nr.: 335              | prejazdový,radový                                     | Reihenhaus                                                | č. NKP: 107-11020/0 Stand des NKP: 2012-02-08 Name: DOM VINOHRADNÍCKY      |
| BW   | Datei hochladen | Weinhauerhaus(sk) ObjektID: 107-10588/0            | Moyzesova ul. 38, Standort KG: Modra Konskr.Nr.: 334              | radový                                                | Reihenhaus                                                | č. NKP: 107-10588/0 Stand des NKP: 2012-02-08 Name: DOM VINOHRADNÍCKY      |
| BW   | Datei hochladen | Weinhauerhaus(sk) ObjektID: 107-10589/0            | Moyzesova ul. 52,54, Standort KG: Modra Konskr.Nr.: 329           | radový                                                | Reihenhaus                                                | č. NKP: 107-10589/0 Stand des NKP: 2012-02-08 Name: DOM VINOHRADNÍCKY      |
| BW   | Datei hochladen | Weinhauerhaus(sk) ObjektID: 107-11021/0            | Moyzesova ul. 44,46,48, Standort KG: Modra Konskr.Nr.: 331        | prejazdový,radový                                     | Reihenhaus                                                | č. NKP: 107-11021/0 Stand des NKP: 2012-02-08 Name: DOM VINOHRADNÍCKY      |
| ja   | Datei hochladen | Bastion(sk) ObjektID: 107-483/2                    | Slobody nám. 3, Standort KG: Modra Konskr.Nr.: 356                | kruhová kruhová basta mests.opevnenia                 | kreisförmige Bastei der Stadtbefestigung                  | č. NKP: 107-483/2 Stand des NKP: 2012-02-08 Name: BAŠTA                    |
| ja   | Datei hochladen | Weinhauerhaus(sk) ObjektID: 107-10590/0            | Súkennícka ul. 25, KG: Modra Konskr.Nr.: 976                      | radový                                                | Reihenhaus                                                | č. NKP: 107-10590/0 Stand des NKP: 2012-02-08 Name: DOM VINOHRADNÍCKY      |
| ja   | Datei hochladen | Manufaktur(sk) ObjektID: 107-2274/0                | Súkennícka ul. 41 (st.c.40) KG: Modra Konskr.Nr.: 41              | majolika; Budova Majoliky                             | Keramikwerkstatt                                          | č. NKP: 107-2274/0 Stand des NKP: 2012-02-08 Name: MANUFAKTÚRA             |
| BW   | Datei hochladen | Gedenktafel(sk) ObjektID: 107-478/0                | Stúrova ul. 0 (Na múzeu L.Stúra) Standort KG: Modra Konskr.Nr.:   | výr.zalozenia mesta;                                  | für die Stadtgründung                                     | č. NKP: 107-478/0 Stand des NKP: 2012-02-08 Name: TABUĽA PAMÄTNÁ           |
| ja   | Datei hochladen | Pfarrhof(sk) ObjektID: 107-11022/1                 | Stúrova ul. 1, Standort KG: Modra Konskr.Nr.: 164                 | ev.a.v.                                               | evangelische Pfarrei                                      | č. NKP: 107-11022/1 Stand des NKP: 2012-02-08 Name: FARA PAMÄTNÁ           |
| ja   | Datei hochladen | Gedenktafel(sk) ObjektID: 107-11022/2              | Stúrova ul. 1 (Na ev.a.v.fare) Standort KG: Modra Konskr.Nr.: 164 | Zoch Samuel,Fajnor D. 1882-1928,1876-1933             | für Samuel Zoch und Dušan Fajnor                          | č. NKP: 107-11022/2 Stand des NKP: 2012-02-08 Name: TABUĽA PAMÄTNÁ         |
| BW   | Datei hochladen | Weinhauerhaus(sk) ObjektID: 107-11023/0            | Stúrova ul. 9, Standort KG: Modra Konskr.Nr.: 167                 | prejazdový,radový                                     | Reihenhaus                                                | č. NKP: 107-11023/0 Stand des NKP: 2012-02-08 Name: DOM VINOHRADNÍCKY      |
| BW   | Datei hochladen | Weinhauerhaus(sk) ObjektID: 107-10591/0            | Stúrova ul. 11, Standort KG: Modra Konskr.Nr.: 168                | radový                                                | Reihenhaus                                                | č. NKP: 107-10591/0 Stand des NKP: 2012-02-08 Name: DOM VINOHRADNÍCKY      |
| BW   | Datei hochladen | Bürgerhaus(sk) ObjektID: 107-485/0                 | Stúrova ul. 13, Standort KG: Modra Konskr.Nr.: 169                | radový;                                               | Reihenhaus                                                | č. NKP: 107-485/0 Stand des NKP: 2012-02-08 Name: DOM MEŠTIANSKY           |
| BW   | Datei hochladen | Weinhauerhaus(sk) ObjektID: 107-11024/0            | Stúrova ul. 15,17, Standort KG: Modra Konskr.Nr.: 170             | prejazdový,radový                                     | Reihenhaus                                                | č. NKP: 107-11024/0 Stand des NKP: 2012-02-08 Name: DOM VINOHRADNÍCKY      |
| BW   | Datei hochladen | Weinhauerhaus(sk) ObjektID: 107-10592/0            | Stúrova ul. 19, Standort KG: Modra Konskr.Nr.: 171                | radový                                                | Reihenhaus                                                | č. NKP: 107-10592/0 Stand des NKP: 2012-02-08 Name: DOM VINOHRADNÍCKY      |
| BW   | Datei hochladen | Weinhauerhaus(sk) ObjektID: 107-10602/0            | Stúrova ul. 24 Standort KG: Modra Konskr.Nr.: 16                  | radový                                                | Reihenhaus                                                | č. NKP: 107-10602/0 Stand des NKP: 2012-02-08 Name: DOM VINOHRADNÍCKY      |
| ja   | Datei hochladen | Bürgerhaus(sk) ObjektID: 107-11025/0               | Stúrova ul. 25, Standort KG: Modra Konskr.Nr.: 173                | prejazdový,radový                                     | Reihenhaus                                                | č. NKP: 107-11025/0 Stand des NKP: 2012-02-08 Name: DOM MEŠTIANSKY         |
| BW   | Datei hochladen | Weinhauerhaus(sk) ObjektID: 107-10603/0            | Stúrova ul. 26, Standort KG: Modra Konskr.Nr.: 15                 | radový                                                | Reihenhaus                                                | č. NKP: 107-10603/0 Stand des NKP: 2012-02-08 Name: DOM VINOHRADNÍCKY      |
| BW   | Datei hochladen | Bürgerhaus, Gedenkstätte(sk) ObjektID: 107-10604/1 | Stúrova ul. 28, Standort KG: Modra Konskr.Nr.: 14                 | Westsik Viliam; 1883-1976,vedec,polnohosp             | für Wilhelm Westsik, landwirtschaftlicher Wissenschaftler | č. NKP: 107-10604/1 Stand des NKP: 2012-02-08 Name: DOM MEŠTIANSKY PAMÄTNÝ |
| BW   | Datei hochladen | Gedenktafel(sk) ObjektID: 107-10604/2              | Stúrova ul. 28, Standort KG: Modra Konskr.Nr.: 14                 | Westsik Viliam; 1883-1976,vedec,polnohosp             | für Wilhelm Westsik                                       | č. NKP: 107-10604/2 Stand des NKP: 2012-02-08 Name: TABUĽA PAMÄTNÁ         |
| BW   | Datei hochladen | Weinhauerhaus(sk) ObjektID: 107-10605/0            | Stúrova ul. 32, Standort KG: Modra Konskr.Nr.: 12                 | prejazdový,radový                                     | Reihenhaus                                                | č. NKP: 107-10605/0 Stand des NKP: 2012-02-08 Name: DOM VINOHRADNÍCKY      |
| ja   | Datei hochladen | Bürgerhaus(sk) ObjektID: 107-11026/0               | Stúrova ul. 39, Standort KG: Modra Konskr.Nr.: 177                | prejazdový,radový                                     | Reihenhaus                                                | č. NKP: 107-11026/0 Stand des NKP: 2012-02-08 Name: DOM MEŠTIANSKY         |
| BW   | Datei hochladen | Weinhauerhaus(sk) ObjektID: 107-10606/0            | Stúrova ul. 42, Standort KG: Modra Konskr.Nr.: 7                  | radový                                                | Reihenhaus                                                | č. NKP: 107-10606/0 Stand des NKP: 2012-02-08 Name: DOM VINOHRADNÍCKY      |
| BW   | Datei hochladen | Weinhauerhaus(sk) ObjektID: 107-10607/0            | Stúrova ul. 44, Standort KG: Modra Konskr.Nr.: 6                  | radový                                                | Reihenhaus                                                | č. NKP: 107-10607/0 Stand des NKP: 2012-02-08 Name: DOM VINOHRADNÍCKY      |
| BW   | Datei hochladen | Weinhauerhaus(sk) ObjektID: 107-10594/0            | Stúrova ul. 53,55, Standort KG: Modra Konskr.Nr.: 182             | radový                                                | Reihenhaus                                                | č. NKP: 107-10594/0 Stand des NKP: 2012-02-08 Name: DOM VINOHRADNÍCKY      |
| BW   | Datei hochladen | Bürgerhaus(sk) ObjektID: 107-10608/0               | Stúrova ul. 54, Standort KG: Modra Konskr.Nr.: 3                  | radový Bývalá radnica                                 | Reihenhaus, das ehem. Rathaus                             | č. NKP: 107-10608/0 Stand des NKP: 2012-02-08 Name: DOM MEŠTIANSKY         |
| ja   | Datei hochladen | Kirche(sk) ObjektID: 107-10952/0                   | Stúrova ul. 58, Standort KG: Modra Konskr.Nr.: 1                  | r.k.sv.Stefana;                                       | römisch-katholische Kirche St. Stefan                     | č. NKP: 107-10952/0 Stand des NKP: 2012-02-08 Name: KOSTOL                 |
| BW   | Datei hochladen | Weinhauerhaus(sk) ObjektID: 107-10595/0            | Stúrova ul. 59, Standort KG: Modra Konskr.Nr.: 183                | prejazdový,radový                                     | Reihenhaus                                                | č. NKP: 107-10595/0 Stand des NKP: 2012-02-08 Name: DOM VINOHRADNÍCKY      |
| BW   | Datei hochladen | Bürgerhaus(sk) ObjektID: 107-11027/0               | Stúrova ul. 60, Standort KG: Modra Konskr.Nr.: 295                | prejazdový,radový                                     | Reihenhaus                                                | č. NKP: 107-11027/0 Stand des NKP: 2012-02-08 Name: DOM MEŠTIANSKY         |
| ja   | Datei hochladen | Bürgerhaus(sk) ObjektID: 107-486/0                 | Stúrova ul. 61, Standort KG: Modra Konskr.Nr.: 184                | radový                                                | Reihenhaus                                                | č. NKP: 107-486/0 Stand des NKP: 2012-02-08 Name: DOM MEŠTIANSKY           |
| BW   | Datei hochladen | Bürgerhaus(sk) ObjektID: 107-10609/0               | Stúrova ul. 62, Standort KG: Modra Konskr.Nr.: 294                | radový                                                | Reihenhaus                                                | č. NKP: 107-10609/0 Stand des NKP: 2012-02-08 Name: DOM MEŠTIANSKY         |
| BW   | Datei hochladen | Bürgerhaus(sk) ObjektID: 107-10610/0               | Stúrova ul. 64, Standort KG: Modra Konskr.Nr.: 293                | radový                                                | Reihenhaus                                                | č. NKP: 107-10610/0 Stand des NKP: 2012-02-08 Name: DOM MEŠTIANSKY         |
| BW   | Datei hochladen | Bürgerhaus(sk) ObjektID: 107-10611/0               | Stúrova ul. 68, Standort KG: Modra Konskr.Nr.: 291                | radový                                                | Reihenhaus                                                | č. NKP: 107-10611/0 Stand des NKP: 2012-02-08 Name: DOM MEŠTIANSKY         |
| ja   | Datei hochladen | Bürgerhaus, Gedenkstätte(sk) ObjektID: 107-468/1   | Stúrova ul. 81, Standort KG: Modra Konskr.Nr.: 192                | Stúr Ludovít; Schnellovský dom                        | für Ľudovít Štúr, Haus Schnellovský                       | č. NKP: 107-468/1 Stand des NKP: 2012-02-08 Name: DOM MEŠTIANSKY PAMÄTNÝ   |
| ja   | Datei hochladen | Gedenktafel(sk) ObjektID: 107-468/2                | Stúrova ul. 81 (Na dome c.81) Standort KG: Modra Konskr.Nr.: 192  | Stúr Ludovít; 1815-1856                               | für Ľudovít Štúr                                          | č. NKP: 107-468/2 Stand des NKP: 2012-02-08 Name: TABUĽA PAMÄTNÁ           |
| ja   | Datei hochladen | Bürgerhaus(sk) ObjektID: 107-470/1                 | Stúrova ul. 84, Standort KG: Modra Konskr.Nr.: 285                | prejazdový,radový Emreszovský dom                     | Reihenhaus, Haus Emreszovský                              | č. NKP: 107-470/1 Stand des NKP: 2012-02-08 Name: DOM MEŠTIANSKY PAMÄTNÝ   |
| ja   | Datei hochladen | Gedenktafel(sk) ObjektID: 107-470/2                | Stúrova ul. 84 (Na dome c.84) Standort KG: Modra Konskr.Nr.: 285  | Stúr Ludovít; 1815-1856                               | für Ľudovít Štúr                                          | č. NKP: 107-470/2 Stand des NKP: 2012-02-08 Name: TABUĽA PAMÄTNÁ           |
| BW   | Datei hochladen | Weinhauerhaus(sk) ObjektID: 107-10596/0            | Stúrova ul. 85, Standort KG: Modra Konskr.Nr.: 194                | radový                                                | Reihenhaus                                                | č. NKP: 107-10596/0 Stand des NKP: 2012-02-08 Name: DOM VINOHRADNÍCKY      |
| BW   | Datei hochladen | Weinhauerhaus(sk) ObjektID: 107-10612/0            | Stúrova ul. 86, Standort KG: Modra Konskr.Nr.: 284                | radový                                                | Reihenhaus                                                | č. NKP: 107-10612/0 Stand des NKP: 2012-02-08 Name: DOM VINOHRADNÍCKY      |
| BW   | Datei hochladen | Weinhauerhaus(sk) ObjektID: 107-10597/0            | Stúrova ul. 87,89, Standort KG: Modra Konskr.Nr.: 195             | radový                                                | Reihenhaus                                                | č. NKP: 107-10597/0 Stand des NKP: 2012-02-08 Name: DOM VINOHRADNÍCKY      |
| BW   | Datei hochladen | Bürgerhaus(sk) ObjektID: 107-10598/0               | Stúrova ul. 91, Standort KG: Modra Konskr.Nr.: 196                | radový                                                | Reihenhaus                                                | č. NKP: 107-10598/0 Stand des NKP: 2012-02-08 Name: DOM MEŠTIANSKY         |
| BW   | Datei hochladen | Weinhauerhaus(sk) ObjektID: 107-10599/0            | Stúrova ul. 93,95, Standort KG: Modra Konskr.Nr.: 197             | radový                                                | Reihenhaus                                                | č. NKP: 107-10599/0 Stand des NKP: 2012-02-08 Name: DOM VINOHRADNÍCKY      |
| ja   | Datei hochladen | Bürgerhaus(sk) ObjektID: 107-10614/0               | Stúrova ul. 103, Standort KG: Modra Konskr.Nr.: 3434              |                                                       |                                                           | č. NKP: 107-10614/0 Stand des NKP: 2012-02-08 Name: DOM MEŠTIANSKY         |
| BW   | Datei hochladen | Weinhauerhaus(sk) ObjektID: 107-10613/0            | Stúrova ul. 104,106, Standort KG: Modra Konskr.Nr.: 277           |                                                       |                                                           | č. NKP: 107-10613/0 Stand des NKP: 2012-02-08 Name: DOM VINOHRADNÍCKY      |
| BW   | Datei hochladen | Weinhauerhaus(sk) ObjektID: 107-10600/0            | Stúrova ul. 105,107, Standort KG: Modra Konskr.Nr.:               | radový                                                | Reihenhaus                                                | č. NKP: 107-10600/0 Stand des NKP: 2012-02-08 Name: DOM VINOHRADNÍCKY      |
| BW   | Datei hochladen | Weinhauerhaus(sk) ObjektID: 107-11028/0            | Stúrova ul. 108, Standort KG: Modra Konskr.Nr.: 276               | prejazdový,radový                                     | Reihenhaus                                                | č. NKP: 107-11028/0 Stand des NKP: 2012-02-08 Name: DOM VINOHRADNÍCKY      |
| BW   | Datei hochladen | Weinhauerhaus(sk) ObjektID: 107-11029/0            | Stúrova ul. 112, Standort KG: Modra Konskr.Nr.: 274               | prejazdový,radový                                     | Reihenhaus                                                | č. NKP: 107-11029/0 Stand des NKP: 2012-02-08 Name: DOM VINOHRADNÍCKY      |
| ja   | Datei hochladen | Bürgerhaus(sk) ObjektID: 107-10601/0               | Stúrova ul. 113, Standort KG: Modra Konskr.Nr.:                   | radový                                                | Reihenhaus                                                | č. NKP: 107-10601/0 Stand des NKP: 2012-02-08 Name: DOM MEŠTIANSKY         |
| BW   | Datei hochladen | Weinhauerhaus(sk) ObjektID: 107-11030/0            | Stúrova ul. 115, Standort KG: Modra Konskr.Nr.:                   | prejazdový,radový                                     | Reihenhaus                                                | č. NKP: 107-11030/0 Stand des NKP: 2012-02-08 Name: DOM VINOHRADNÍCKY      |
| ja   | Datei hochladen | Stadttor(sk) ObjektID: 107-483/1                   | Stúrova ul. 128, Standort KG: Modra Konskr.Nr.: 226               | Horná brána                                           | Oberes Tor                                                | č. NKP: 107-483/1 Stand des NKP: 2012-02-08 Name: BRÁNA OPEVNENIA          |
| BW   | Datei hochladen | Weinhauerhaus(sk) ObjektID: 107-10593/0            | Stúrova ul. 45,47,49, Standort KG: Modra Konskr.Nr.:              | radový                                                | Reihenhaus                                                | č. NKP: 107-10593/0 Stand des NKP: 2012-02-08 Name: DOM VINOHRADNÍCKY      |
| BW   | Datei hochladen | Denkmal(sk) ObjektID: 107-10035/0                  | Stúrovo nám. 0 (Na námestí) Standort KG: Modra Konskr.Nr.:        | stúrovci;                                             | L. Stúr ?                                                 | č. NKP: 107-10035/0 Stand des NKP: 2012-02-08 Name: POMNÍK                 |
| ja   | Datei hochladen | Gedenkhaus(sk) ObjektID: 107-479/1                 | Zochova ul. 10, Standort KG: Modra Konskr.Nr.: 671                | Malinovský R.J. 1898-1967,marsal                      | an Marschall Malinowski                                   | č. NKP: 107-479/1 Stand des NKP: 2012-02-08 Name: DOM MEŠTIANSKY PAMÄTNÝ   |
| ja   | Datei hochladen | Gedenktafel(sk) ObjektID: 107-479/2                | Zochova ul. 10 (Na dome c.10) KG: Modra Konskr.Nr.: 671           | Malinovský R.J. 1898-1967,marsal                      | für Marschall Malinowski                                  | č. NKP: 107-479/2 Stand des NKP: 2012-02-08 Name: TABUĽA PAMÄTNÁ           |

## Legende
Die Tabelle enthält im Einzelnen folgende Informationen:
| Foto:                    | Fotografie des Denkmals. |
| Denkmal / č. ÚZPF:       | Die Übersetzung der Bezeichnung des Denkmals, wie sie vom Slowakischen Denkmalamt (Pamiatkový úrad Slovenskej republiky) verwendet wird. Die Originalbezeichnung ist unter dem Fragezeichen angegeben. Fehlt die Übersetzung, so wird die Originalbezeichnung direkt angezeigt. Weiters ist die Objekt-Identifikationsnummer (Objekt ID) angeführt. Sie ist die offizielle, in der Slowakei eindeutige Nummer č. ÚZPF inklusive der zugehörigen Zählnummer, wie sie in den Daten des Denkmalamtes angegeben wird. Da diese nur innerhalb eines Landkreises gezählt wird, ist dessen Nummer der Denkmalnummer vorangestellt. |
| Standort:                | Wenn in der Liste vorhanden, ist die Adresse angegeben. In Klammern kann sich noch eine zusätzliche Adresse befinden, wenn es beispielsweise ein Eckhaus ist. Bei freistehenden Objekten ohne Adresse (zum Beispiel bei Bildstöcken) ist eine Adresse angegeben, die in der Nähe des Objekts liegt. Durch Aufruf des Links Standort wird die Lage des Denkmals in verschiedenen Kartenprojekten angezeigt. Darunter sind die Katastralgemeinde (KG) und, wenn vorhanden, die Konskriptionsnummer (Konskr. Nr.) angegeben.                                                                                                   |
| Offizielle Beschreibung: | Es ist die Kurzbeschreibung auf Slowakisch, wie sie in den offiziellen Listen angegeben ist, eingetragen. |
| Beschreibung:            | Kurze Angaben zum Denkmal auf Deutsch. |
| Metadaten:               | Zusätzlich werden, wenn in den persönlichen Einstellungen das Helferlein Dauerhaftes Einblenden von Metadaten aktiviert ist, ebensolche angezeigt. |

- Karte mit allen Koordinaten:
- OSM |
- WikiMap